# 시라케 세대
시라케 세대(일본어: しらけ世代 시라케세다이[*])는 일본의 학생 운동이 사그러들던 시기에 성인을 맞이하게 되는 상태에서 정치적 관심이 전혀 없는 세대를 일컫는 표현이다. 1980년대 들어 세상 등에 관심이 전혀 없는 등 불타는 청춘이 아닌 형태를 머무르는 세대가 해당된다. 보통 1950년에서 1964년 이전에 출생한 분들이 시라케 세대 대열로 정하고 있지만,
일본의 인구 감소를 본격화시키는 세대의 주역이기도 하다. 다만, 비슷한 시기의 미국은 베이비붐 세대가 계속 유지중인 것으로 이어질 정도로 드러난다. 그래서 내향성을 가진 이미지 또는 개인주의의 성향이 짙은 세대를 가리키기도 한다.

## 유사 사례
미국의 경우 X세대가 대표적이다. 그래서 베트남 전쟁의 종전 이후 썰렁한 분위기를 보내는 10대를 보낸 다음 재차 개인주의 및 내향성을 특징으로 두고 있으나, 그 외에도 정치 및 사회 분야를 멀리하게 되는 사정이 짙어진 것으로 드러나고 있다.

## 같이 보기
- 합계출산율
- 일본의 인구 통계
- 다니마 세대(일본어판)
- 오타쿠
- 단카이 세대
- 버블 세대